# Горуя (комуна)
Горуя (рум. Goruia) — комуна у повіті Караш-Северін в Румунії. До складу комуни входять такі села (дані про населення за 2002 рік):
- Гирліште (383 особи)
- Горуя (384 особи)
- Джурджова (184 особи)

Комуна розташована на відстані 350 км на захід від Бухареста, 15 км на південний захід від Решиці, 76 км на південний схід від Тімішоари.

## Населення
За даними перепису населення 2002 року у комуні проживала 951 особа.
Національний склад населення комуни:
| Національність | Кількість осіб | Відсоток |
| -------------- | -------------- | -------- |
| румуни         | 885            | 93,1%    |
| цигани         | 39             | 4,1%     |
| хорвати        | 17             | 1,8%     |
| німці          | 7              | 0,7%     |
| угорці         | 2              | 0,2%     |

Рідною мовою назвали:
| Мова       | Кількість осіб | Відсоток |
| ---------- | -------------- | -------- |
| румунська  | 888            | 93,4%    |
| циганська  | 39             | 4,1%     |
| хорватська | 16             | 1,7%     |
| німецька   | 5              | 0,5%     |
| угорська   | 2              | 0,2%     |

Склад населення комуни за віросповіданням:
| Релігія        | Кількість осіб | Відсоток |
| -------------- | -------------- | -------- |
| православні    | 890            | 93,6%    |
| п'ятдесятники  | 36             | 3,8%     |
| римо-католики  | 19             | 2,0%     |
| реформати      | 1              | 0,1%     |
| греко-католики | 1              | 0,1%     |
| баптисти       | 1              | 0,1%     |